# Одегбами, Сегун
Патрик Олусегун Одегбами (англ. Patrick Olusegun Odegbami; род. 27 августа 1952, Лагос) — нигерийский футболист, нападающий. Вся его футбольная карьера прошла в нигерийском клубе «Шутинг Старз» из города Ибадан, за который он выступал с 1970 по 1984 годы. За сборную Нигерии сыграл 46 матчей, в которых забил 23 мяча, занимая в настоящее время второе место в списке лучших бомбардиров сборной после Рашиди Йекини (37 мячей). Одегбами внёс решающий вклад в завоевание Нигерией своего первого титула чемпиона Африки на Кубке африканских наций 1980 года, который проходил именно в Нигерии. Болельщики прозвали Одегбами «математиком» (англ. mathematical) за его виртуозную технику владения мячом и точность ударов по воротам.
Его младший брат, Воле Одегбами, также профессиональный футболист, который в прошлом играл за сборную Нигерии.

## Карьера игрока
Одегбами родился в столице Нигерии Лагосе, но его детство прошло в городе Джос на севере страны. Футбольная карьера Одегбами началась в 1970 году в Ибадани, большом городе на юге Нигерии, в местном клубе «Шутинг Старз», где он быстро набрал приличную форму и получил известность среди болельщиков. Одегбами стал одним из ключевых игроков в составе команды, сыграл важнейшую роль в успехе клуба в 1976 году, когда «Шутинг Старз» первым среди нигерийских клубов победившем в континентальном клубном турнире, завоевав Кубок обладателей Кубков КАФ.
После нескольких блестящих сезонов в составе «Шутинг Старз» Одегбами был вызван в состав национальной сборной, и впервые вышел на поле в её составе 16 октября 1976 года в матче против сборной Сьерра-Леоне.
Вместе с Одегбами в составе «Зеленых орлов», как тогда называли нигерийскую команду, выступал один из будущих тренеров сборной Кристиан Чукву. Сборная рассчитывала на успешное выступление на Олимпиаде-1976 в канадском Монреале, но в результате массового бойкота Олимпийских игр, устроенного многими африканскими странами в знак протеста против участия в играх спортсменов Южной Африки, в которой тогда господствовала политика апартеида, этим надеждам не суждено было сбыться.
Ещё одним большим разочарованием в международной карьере Одегбами стал отборочный турнир к чемпионату мира 1978 года в Аргентине. Для попадания в финальную часть соревнований в последнем матче квалификации, который проходил в Лагосе 12 ноября 1977 года, сборной Нигерии было достаточно сыграть вничью против своего принципиального соперника по африканской зоне сборной Туниса, однако автогол Гудвина Одие, который стал единственным мячом, забитым в этом матче, разрушил надежду нигерийцев на участие в мировом первенстве.
Дебют Одегбами в международных турнирах национальных команд состоялся в 1978 году, когда сборной Нигерии удалось квалифицироваться для участия в Кубке африканских наций 1978 года, который проходил в Гане. Три гола, которые он забил на этом турнире, принесли сборной бронзовую медаль, а ему самому — третье место в списке лучших африканских футболистов 1977 года.
На клубном уровне его карьера также развивалась удачно. В 1979 году «Шутинг Старз» завоевал Кубок Нигерии, а в 1980 году стал чемпионом страны.
Вершиной его футбольной карьеры стал Кубок африканских наций 1980 года, где Нигерия впервые в своей истории стала чемпионом континента. В финальном матче против сборной Алжира он забил два гола. В списке лучших африканских футболистов 1980 года он занял второе место, уступив лишь камерунцу Жану-Манга Онгене.
Футбольный турнир Олимпиады-1980 в Москве стал его первым международным турниром в качестве капитана сборной, но завершился фиаско для африканских чемпионов, которым не удалось выиграть в футбольном олимпийском турнире ни одного матча. Период неудач продлился и в квалификационном турнире к чемпионату мира 1982 года, в котором сборная Нигерии уступила место в финальных соревнованиях сборной Алжира. Последний матч этого отборочного цикла против Алжира 30 октября 1981 года в алжирский Константине, где Нигерия уступила со счетом 1:2, стал последним матчем Одегбами в составе национальной сборной. Всего провёл за сборную 46 матчей, в которых забил 23 мяча.
Клубная карьера Одегбами продолжалась ещё три года. В последний раз он вышел на поле в составе «Шутинг Старз» в финале Кубка африканских чемпионов 1984 года, где нигерийский клуб проиграл египетскому «Замалеку».

## Жизнь после футбола
По окончании игровой карьеры Одегбами стал писателем, спортивным журналистом и футбольным комментатором. Он возглавлял национальный комитет по поддержке заявки Нигерии на проведение чемпионата мира 2010 года (право провести этот чемпионат в итоге досталось ЮАР).

## Достижения
Национальные турниры
- Чемпион Нигерии (3): 1976, 1980, 1983
- Обладатель Кубка Нигерии (3): 1971, 1977, 1979

Международные клубные турниры
- Обладатель Кубка обладателей Кубков КАФ: 1976
- Финалист Кубка африканских чемпионов: 1984

Международные турниры сборных команд
- Победитель Кубка африканских наций 1980 года
- Бронзовый призёр Кубка африканских наций 1978 года

Личные достижения
- В рейтинге Африканский футболист года:
  - 2-е место: 1980
  - 3-е место: 1977